# إيلونا كارسون
إيلونا كارسون (بالإنجليزية: Ilona Carson) هي مذيعة أخبار وصحفية أمريكية، ولدت في 30 أبريل 1974 في هيوستن في الولايات المتحدة.